# Дмитрієнко Альона Володимирівна
Альона Володимирівна Дмитрієнко (нар. 2 жовтня 1974) — радянська та російська футболістка українського походження, захисниця. Майстер спорту Росії. Виступала за збірну Росії.

## Життєпис
Вихованка українського футболу. У дорослому футболі дебютував у складі воронезької «Енергії» в 1991 році в першій лізі СРСР, де її команда стала переможцем. З 1992 року протягом майже 10 років виступала за «Енергію» у вищій лізі Росії, провела 180 матчів та відзначилася 8 голами (за іншими даними — 222 матчі та 10 голів). Неодноразова чемпіонка (1995, 1997, 1998) та срібний призер (1994, 1996, 1999, 2000) чемпіонату Росії, володарка (1993, 1995, 1996, 1997, 1999, 2000) і фіналістка (1994, 1998) Кубку Росії. Включена в символічну збірну «Енергії» за 20 років і російського жіночого футболу за 25 років.
Після відходу з «Енергії» деякий час виступала за тольяттинську «Ладу».
Виступала за збірну Росії, провела не менше 20 матчів. Стала автором голу 11 жовтня 1997 в матчі проти Бельгії (4:3). Учасниця фінального турніру чемпіонату Європи 1997 року.
Подальша доля невідома.